# Borknagar
Borknagar ist eine 1995 als Black-Metal-Formation gegründete Progressive-Metal-Band aus Norwegen, die sich ursprünglich aus Mitgliedern der Bands Molested, Enslaved, Gorgoroth, Arcturus, Immortal und Ulver zusammensetzte.

## Geschichte
Ihr erstes Album Borknagar orientierte sich noch sehr am rohen Klang des Black Metal der frühen 1990er Jahre, war aber in musikalischer Hinsicht dennoch sehr eigenständig. Auf den folgenden Alben entwickelte sich die Band konsequent in eine melodischere und progressivere Richtung weiter, auch durch stärkeren Einsatz von klarem Gesang. In der Fachpresse wird die Musik Borknagars mittlerweile teilweise als „Avantgarde-Black-Metal“ oder Progressive Metal bezeichnet. Stilprägend war dabei auch die Stimme von Andreas „Vintersorg“ Hedlund, der ab dem Album Empiricism (2001) den Gesangspart von Simen „ICS Vortex“ Hestnæs (ehemals Dimmu Borgir) übernahm. Seit 1999 hat die Gruppe mit Lars Nedland von Solefald zudem einen Organisten. Hestnæs kehrte einige Jahre später als Bassist und zweiter Sänger wieder zurück zur Band. Am 22. Februar 2019 gab Andreas Hedlund nach 19 Jahren seinen Ausstieg aus persönlichen Gründen bekannt. Den Hauptgesang übernahm daraufhin wieder Hestnæs. Als zusätzlicher Gitarrist trat Jostein Thomassen am 12. März der Gruppe bei, welcher gemeinsam mit Rønnow bereits in den Bands Fracture und Profane Burial spielt. Im September 2019 erschien mit True North das elfte Studioalbum der Band, bei dem zudem Bjørn Dugstad Rønnow als neuer Schlagzeuger mitwirkte. Mit dem zwölften Studioalbum Fall erreichten Borknagar im Februar 2024 mit Platz 23 die bis zu diesem Zeitpunkt höchste Chartplatzierung in Deutschland.
Die Kompositionen der Gruppe stammen zum größten Teil vom Bandgründer und Multiinstrumentalisten Øystein G. Brun.

## Diskografie

### Studioalben
| Jahr | Titel Musiklabel                         | Höchstplatzierung, Gesamtwochen, AuszeichnungChartplatzierungen (Jahr, Titel, Musiklabel, Platzierungen, Wochen, Auszeichnungen, Anmerkungen) | Höchstplatzierung, Gesamtwochen, AuszeichnungChartplatzierungen (Jahr, Titel, Musiklabel, Platzierungen, Wochen, Auszeichnungen, Anmerkungen) | Höchstplatzierung, Gesamtwochen, AuszeichnungChartplatzierungen (Jahr, Titel, Musiklabel, Platzierungen, Wochen, Auszeichnungen, Anmerkungen) | Anmerkungen                              |
| Jahr | Titel Musiklabel                         | DE | AT | CH | Anmerkungen                              |
| ---- | ---------------------------------------- | --- | --- | --- | ---------------------------------------- |
| 1996 | Borknagar Malicious                      | — | — | — | Erstveröffentlichung: 3. August 1996     |
| 1997 | The Olden Domain Century Media           | — | — | — | Erstveröffentlichung: 18. August 1997    |
| 1998 | The Archaic Course Century Media         | — | — | — | Erstveröffentlichung: 20. Oktober 1998   |
| 2000 | Quintessence Century Media               | — | — | — | Erstveröffentlichung: 17. April 2000     |
| 2001 | Empiricism Century Media                 | — | — | — | Erstveröffentlichung: 22. Oktober 2001   |
| 2004 | Epic Century Media                       | — | — | — | Erstveröffentlichung: 29. Juni 2004      |
| 2006 | Origin Century Media                     | — | — | — | Erstveröffentlichung: 30. Oktober 2006   |
| 2010 | Universal Century Media                  | — | — | — | Erstveröffentlichung: 22. Februar 2010   |
| 2012 | Urd Century Media                        | — | — | — | Erstveröffentlichung: 26. März 2012      |
| 2016 | Winter Thrice Century Media (Sony Music) | DE62 (1 Wo.)DE | — | — | Erstveröffentlichung: 22. Januar 2016    |
| 2019 | True North Century Media (Sony Music)    | DE31 (1 Wo.)DE | AT56 (1 Wo.)AT | CH34 (1 Wo.)CH | Erstveröffentlichung: 27. September 2019 |
| 2024 | Fall Century Media (Sony Music)          | DE23 (1 Wo.)DE | AT21 (1 Wo.)AT | CH26 (1 Wo.)CH | Erstveröffentlichung: 23. Februar 2024   |

Weitere Alben
- 2001: Borknagar/Novembre (Split-EP mit Novembre, CD, Century Media Records)
- 2008: For the Elements 1996–2006 (Kompilation, CD, Century Media Records)

### Musikvideos
- 2000: Colossus
- 2004: Future Reminiscence
- 2012: The Earthling
- 2015: Winter Thrice (Regie/Produktion: David Solbjørg und Kjetil Kolbjørnsrud)
- 2019: Voices (Regie/Produktion: Lars Nedland und Alexander Olsson)
- 2023: Summits (Regie/Produktion: Wanderley Perna)
- 2024: Nordic Anthem (Regie/Produktion: Marius Martinsen, Kenneth Williams und Lars Nedland)
- 2024: Moon (Regie/Produktion: Costin Chioreanu)
- 2024: The Wild Lingers (Regie/Produktion: Marius Martinsen, Kenneth Williams und Lars Nedland)